# Angraecum mauritianum
Angraecum mauritianum là một loài lan.